# Cemitério Novodevichy

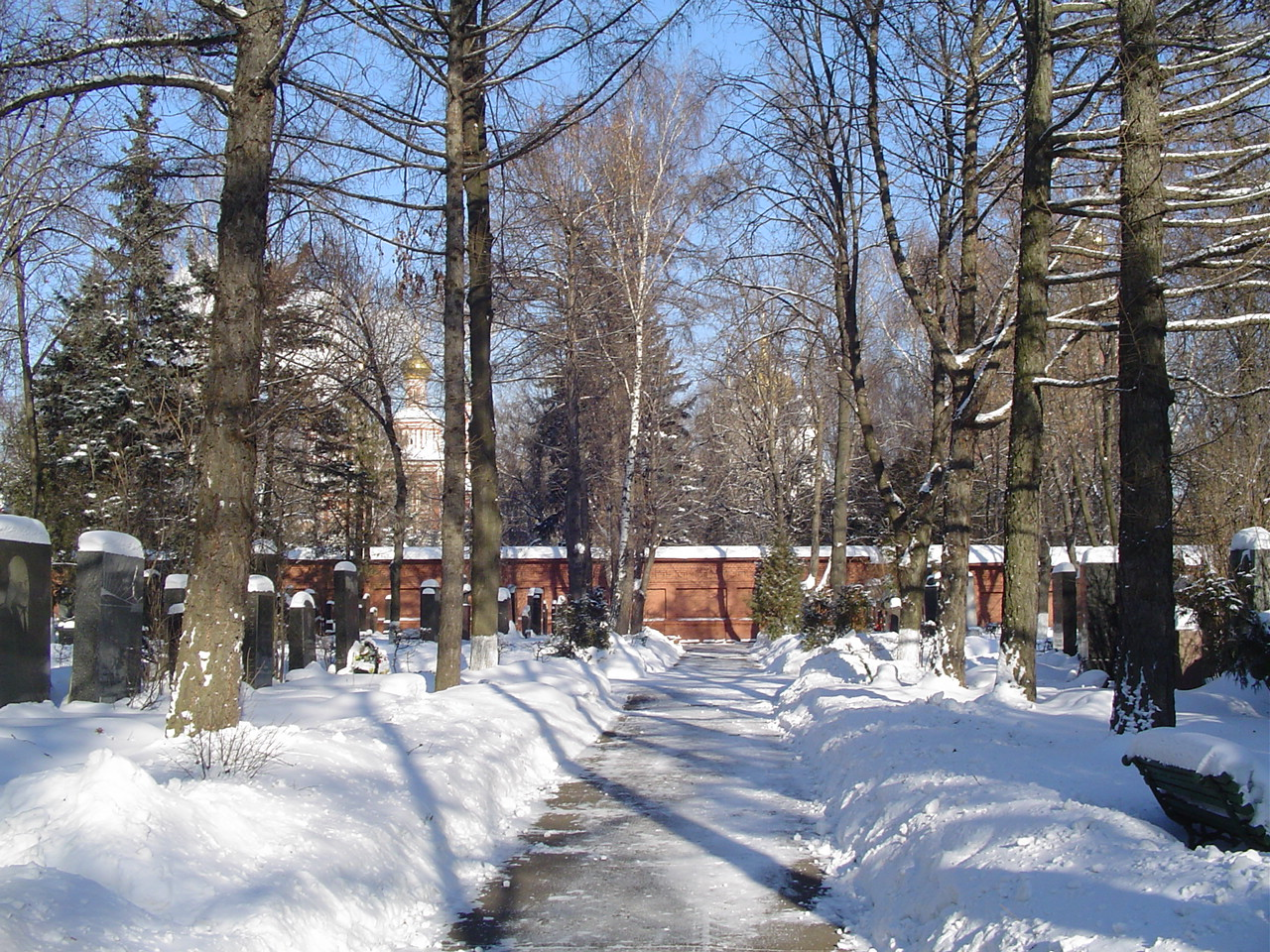
O cemitério no inverno

O Cemitério Novodevichy (em russo:  Новоде́вичье кла́дбище, Novodevichye kladbishche) é um dos cemitérios mais conhecidos da Europa, localizado na cidade de Moscou, próximo ao Mosteiro de Novodevitchi, Património Mundial do século XVI e terceiro local mais popular entre os turistas que visitam a cidade. Não confundi-lo com o homônimo Cemitério Novodevichy de São Petersburgo.

## História
O cemitério foi inaugurado em 1898, quando foi constatado que havia demasiados sepultamentos em paredes de monastérios. Um dos primeiros sepultamentos notáveis foi de Anton Tchekhov, em uma tumba dourada de Fyodor Schechtel. Atualmente o cemitério abriga tumbas de escritores, músicos, dramaturgos e poetas russos, e também de atores, políticos,cientistas e heróis de guerra. O cemitério abriga mais de 27 mil sepulturas.
O cemitério assemelha-se a um parque, com pequenas capelas e grandes monumentos esculturais. É dividido em uma seção antiga (divisões 1 a 4), uma nova (divisões 5 a 8) e uma novíssima (divisões 9 a 11). Mapas estão disponíveis na secretaria do cemitério.

## Sepultamentos
Aos sepultamentos no Cemitério Novodevichy só suplantava em importância o sepultamento na Necrópole da Muralha do Kremlin. Desde o desmantelamento da União Soviética a Muralha do Kremlin não foi mais usada para sepultamentos, sendo o Cemitério Novodevichy usado somente para os sepultamentos mais significativos. Por exemplo, em abril de 2007 foram lá sepultados no intervalo de uma semana Boris Iéltsin e Mstislav Rostropovich

### A–F

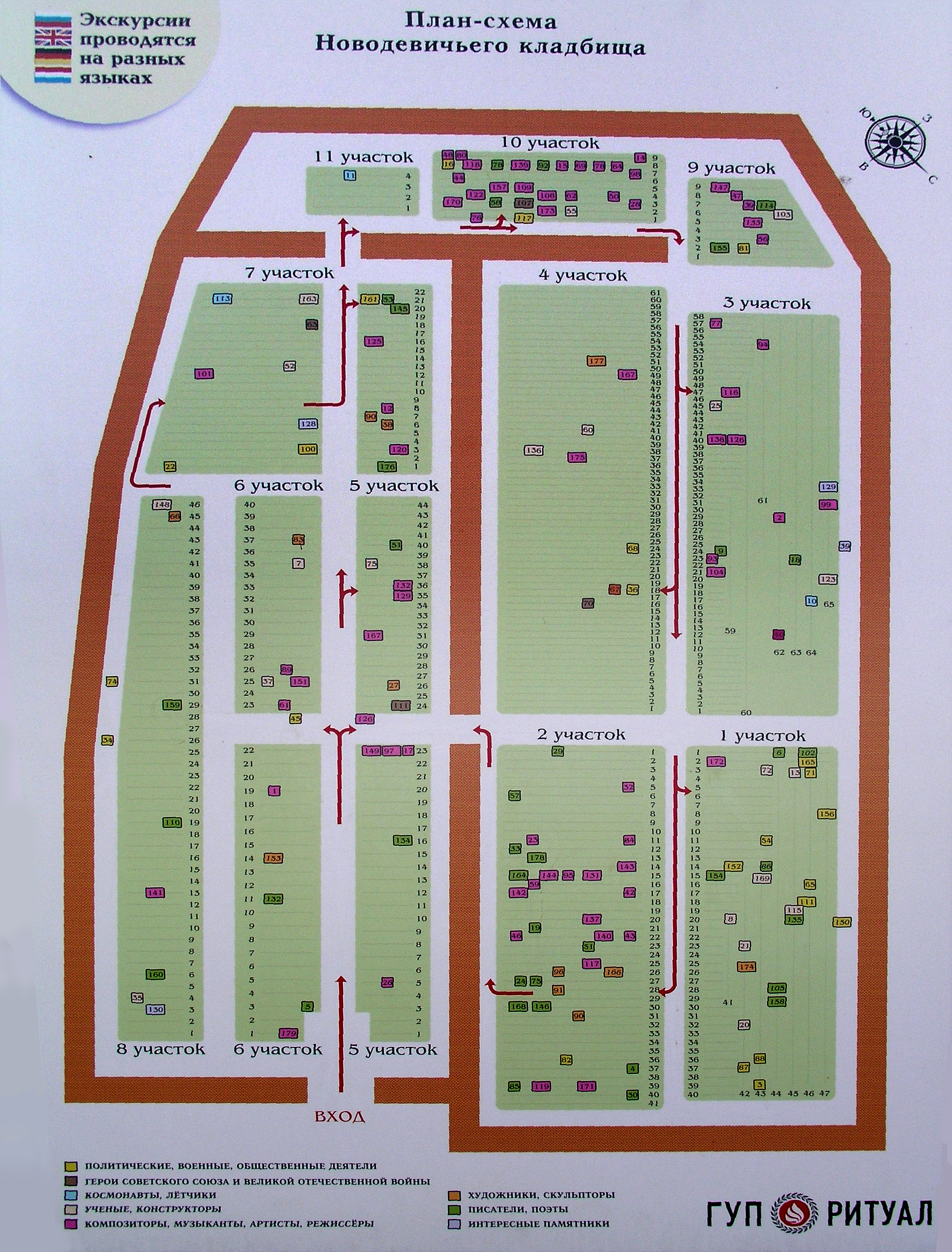
Mapa oficial do cemitério

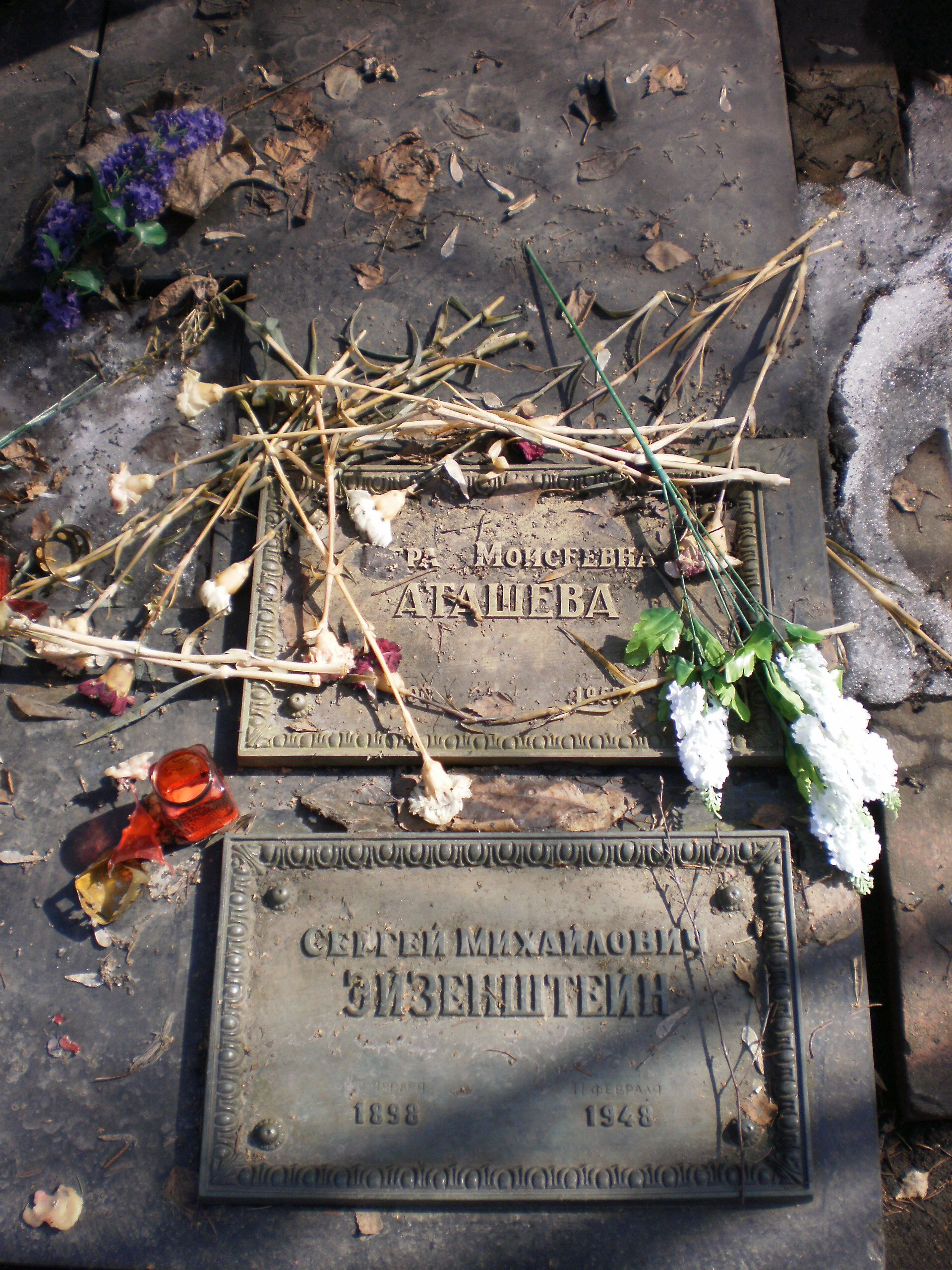
Sepultura de Sergei Eisenstein

- Yevgeniy Abalakov (1907–1948), montanhista
- Nikolai Abelman (1887–1918), revolucionário
- Alexander Afinogenow (1904–1941), dramaturgo
- Sergei Aksakow* (1791–1859), escritor
- Alexander Vasilyevich Alexandrov (1883–1946), compositor
- Grigori Alexandrow (1903–1983), diretor de cinema
- Abraham Alikhanov (1904–1970), físico
- Nadejda Alliluyeva (1901–1932), mulher de Josef Stalin
- Vasili Altfater (1883–1919), almirante
- Sergei Alymow (1892–1948), poeta
- Andrey Andreyev (1895–1971), político
- Daniil Andrejev (1906–1959), escritor
- Sergei Anokhin (1910–1986), piloto de testes
- Leonid Anulow (1897–1974), agente
- Alexander Arkhangelsky (1892–1978), construtor de aviões
- Irina Arkhipova (1925–2010), cantora de ópera
- Averky Aristov (1903–1973), político e diplomata
- Vladimir Arnold (1937–2010), matemático
- Lev Artsimovich (1909–1973), físico
- Boris Asafyev (1884–1949), compositor
- Nicolai Asseiev (1889–1963), poeta
- Georgy Babakin (1914–1971), engenheiro espacial
- Boris Babochkin (1904–1975), ator e diretor
- Aleksei Bach (1857–1946), revolucionário e químico
- Alexei Badajew (1883–1951), político
- Nikolai Baibakov (1911–2008), político
- Georgy Baydukov (1907–1996), piloto
- Nikolay Baransky (1881–1963), cientista natural russo-soviético[2]
- Ivan Bardin (1883–1960), arqueólogo, engenheiro, vicepresidente da Academia de Ciências da Rússia
- Agnija Barto (1906–1981), poetisa
- Nikolai Batalov (1899–1937), ator
- Pavel Batitsky (1910–1984), Marechal da União Soviética
- Demyan Bedny (1883–1945), poeta
- Nikolai Belyaev (1903–1966), político
- Pavel Belyayev (1925–1970), cosmonauta
- Alexander Vasilyevich Belyakov (1897–1982), piloto
- Rostislaw Apollossowitsch Beljakow (1919–2014), construtor de aviões
- Andrei Biéli (1880–1934), poeta
- Georgi Beregovoi (1921–1995), cosmonauta
- Yevgeny Berens (1876–1928), almirante
- Aksel Berg (1893–1979), cientista e oficial da marinha
- Nikolai Bersarin (1904–1945), comandante da cidade de Berlim em 1945
- Natalia Bessmertnova (1941–2008), bailarina
- Alexander Besymenski (1898–1973), poeta
- Nikolai Blagin (1899–1935), piloto
- Sergei Bondarchuk (1920–1994), diretor de cinema e ator
- Wladimir Bontsch-Brujewitsch (1873–1955), escritor
- Artjom Borowik (1960–2000), jornalista e empresário
- Yevgenia Bosch (1879–1925), revolucionária
- Michail Botwinnik (1911–1995), mestre do xadrez
- Osip Brik (1888–1945), escritor e crítico de literatura
- Valeri Briusov (1873–1924), escritor
- Valery Brumel (1942–2003), atleta
- Mikhail Bulgákov (1891–1940), escritor
- Nikolai Bulganin (1895–1975), político
- Nicolai Burdenko (1876–1946), cirurgião
- Rolan Bykow (1929–1998), diretor de cinema
- Juliï Borisovich Khariton (1904–1996), físico
- Velimir Khlébnikov* (1885–1922), poeta
- Aleksey Khomyakov* (1804–1860), filósofo
- Nikita Khrushchov (1894–1971), chefe de estado da União Soviética
- Aleksandr Deyneka (1899–1969), pintor
- Aleksei Dikiy (1889–1955), ator e diretor
- Mark Donskoy (1901–1981), diretor de cinema
- Aleksandr Dovjenko (1894–1956), diretor de cinema
- David Dragunski (1910–1992), General do Exército
- Fiodor Druschinin (1932–2007), músico e compositor
- Isaak Dunayevsky (1900–1955), compositor
- Ilya Ehrenburg (1891–1967), escritor e jornalista
- Gabriel El-Registan (1899–1945), poeta
- Serguei Eisenstein (1898–1948), diretor de cinema
- Alexander Fadeyev (1901–1956), escritor
- Vladimir Favorsky (1886–1964), pintor
- Konstantin Fedin (1892–1977), escritor
- Vladimir Fedotov (1943–2009), futebolista
- Alexander Fersman* (1883–1945), cientista natural russo-soviético[2]
- Vera Figner (1852–1942), revolucionária
- Ivan Fomin (1872–1936), arquiteto
- Dmitri Furmanow (1891–1926), escritor
- Yekaterina Furtseva (1910–1974), política

### G–L

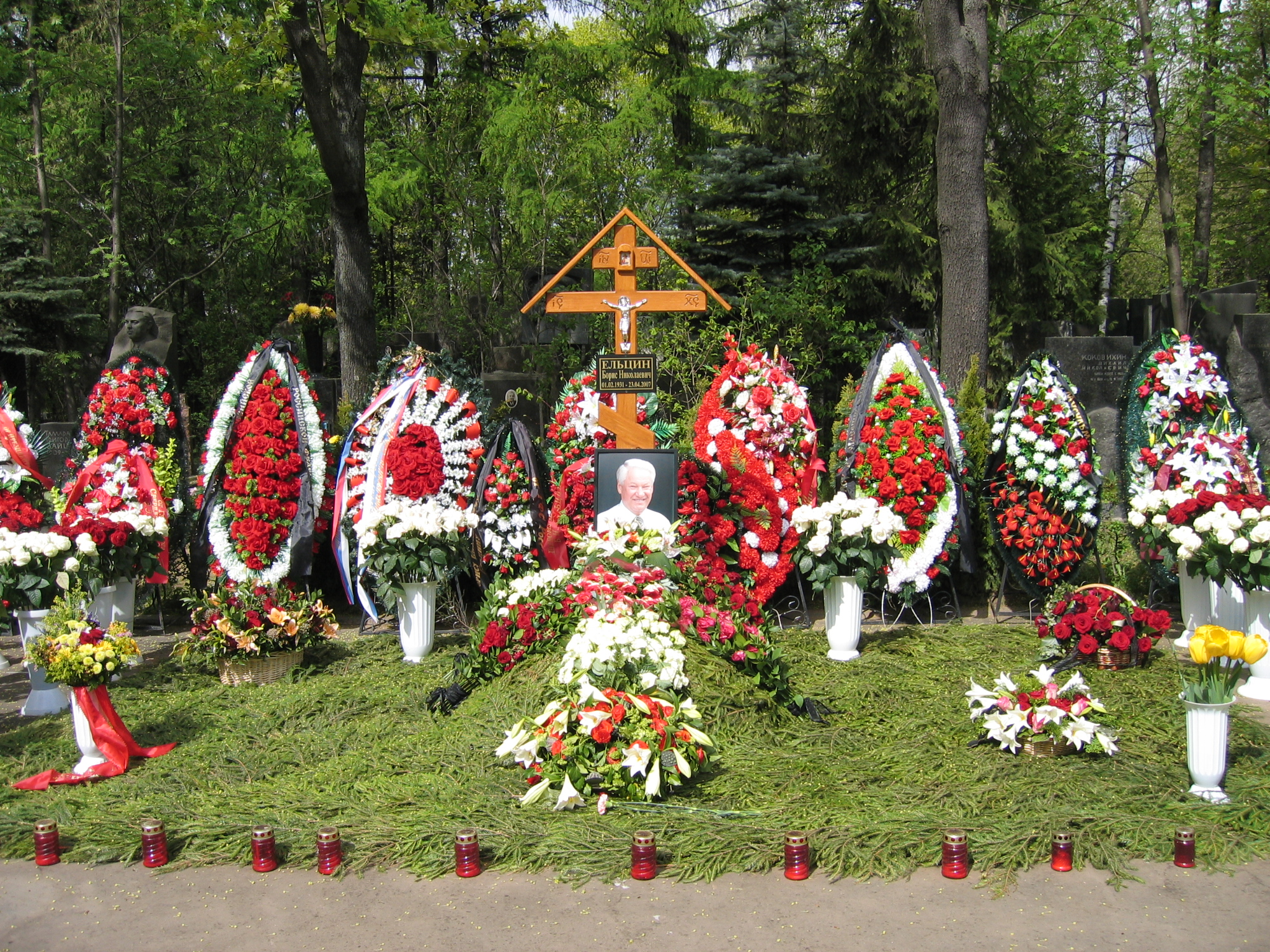
Sepultura de Boris Jelzin (2007, pouco após seu sepultamento)

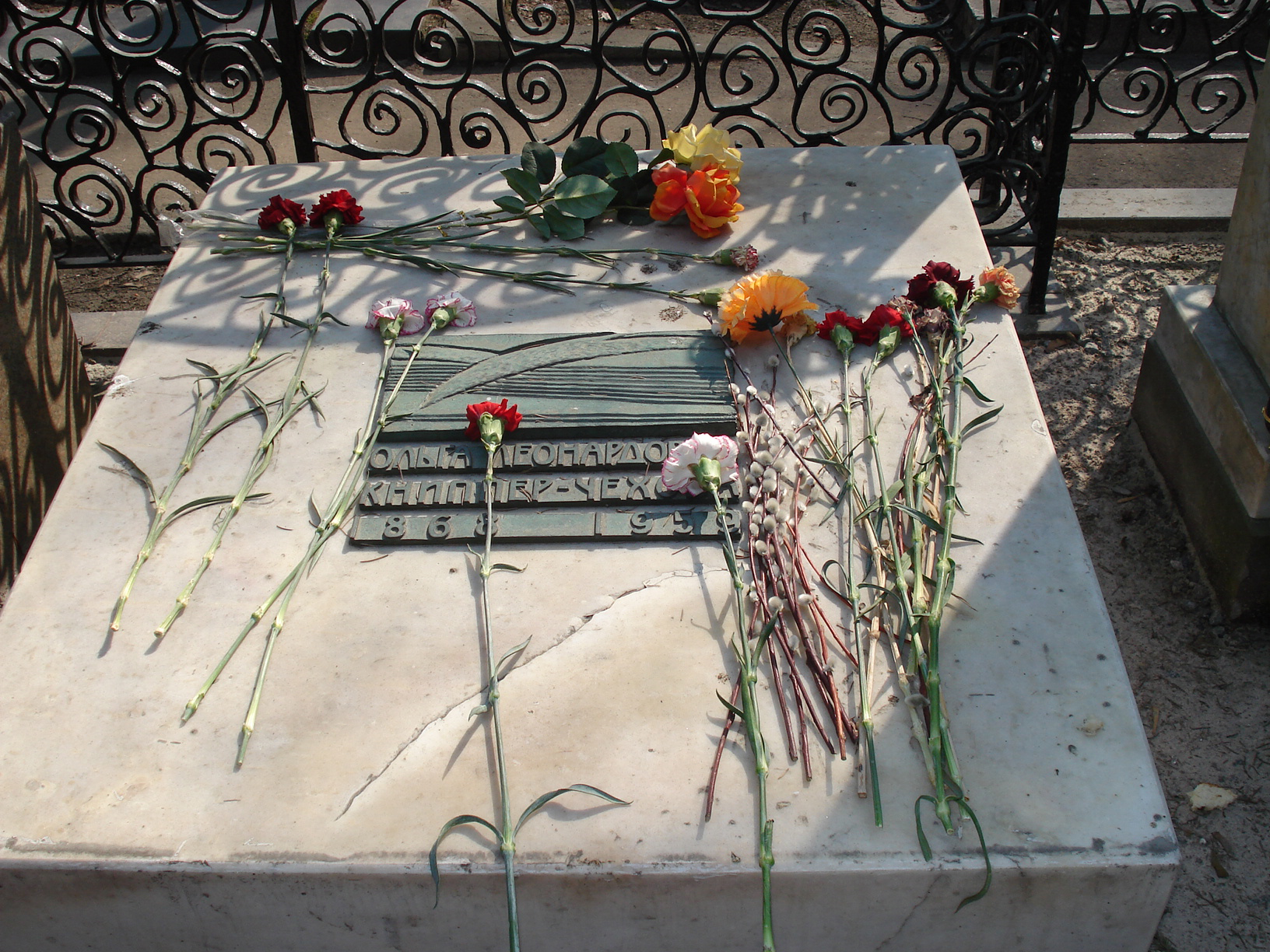
Sepultura de Olga Knipper-Tschechowa

- Yegor Gaidar (1956–2009), economista e político
- Samuil Galkin (1897–1960), poeta
- Juri Alexandrowitsch Garnajew (1917–1967), piloto de testes
- Mikheil Gelovani (1893–1956), ator e diretor
- Aleksandr Gerasimov (1881–1963), pintor
- Sergei Gerasimov (1906–1985), diretor e ator
- Sergey Vasilyevich Gerasimov (1885–1964), pintor
- Emil Gilels (1916–1985), pianista
- Wladimir Giljarowski (1855–1935), escritor
- Vitaly Ginzburg (1916–2009), físico
- Feodor Gladkov (1883–1958), escritor
- Reinhold Glière (1875–1956), compositor
- Valentin Glushko (1908–1989), construtor de foguetes
- Mikhail Gnessin (1883–1957), compositor
- Jelena Gnessina (1874–1967), compositora
- Nikolai Gogol* (1809–1852), escritor
- Filipp Golikov (1900–1980), marechal da União Soviética
- Raíssa Gorbachova (1932–1999), mulher de Mikhail Gorbachev
- Sergey Gorshkov (1910–1988), almirante de frota
- Igor Grabar (1871–1960), pintor
- Vasiliy Grabin (1900–1980), construtor de artilharia
- Dmitry Pavlovich Grigorovich (1883–1938), construtor de aviões
- Viktor Grishin (1914–1992), político
- Mikhail Gromov (1899–1985), piloto
- Andrei Gromiko (1909–1989), político
- Andrej Alexandrowitsch Guber (1900-1970), artista
- Ivan Gubkin (1871–1939), geólogo
- Alexander Guljajew (1908–1998), grande mestre em xadrez
- Lyudmila Gurchenko (1935–2011), atriz
- Nazım Hikmet (1902–1963), poeta
- Semyon Ignatyev (1904–1983), político
- Konstantin Igumnov (1873–1948), compositor e músico
- Ilya Ilf (1897–1937), escritor
- Evald Ilienkov (1924–1979), filósofo
- Igor Iljinski (1901–1987), ator e diretor
- Sergey Ilyushin (1894–1977), construtor de aviões
- Boris Iofan (1891–1976), arquiteto
- Mikhail Ippolitov-Ivanov (1859–1935), compositor e dirigente
- Ivan Isakov (1894–1967), almirante
- Mikhail Isakovsky (1900–1973), poeta
- Vsevolod Ivanov (1895–1963), escritor
- Yevgeni Ivanovski (1918–1991), general de exército
- Alexander Sergeyevich Yakovlev (1906–1989), construtor de aviões
- Yegor Yakovlev (1930–2005), escritor e jornalista
- Mikhail Yangel (1911–1971), engenheiro de foguetes
- Oleg Yankovsky (1944–2009), ator
- Nikolay Yazykov* (1803–1847), poeta
- Boris Yefimov (1900–2008), caricaturista
- Boris Iéltsin (1931–2007), primeiro presidente da Rússia
- Maria Yermolova* (1853–1928), atriz
- Yevgeniy Yevstigneyev (1926–1992), ator
- Sergei Yudin (1891–1954), cirurgião
- Konstantin Yuon (1875–1958), pintor
- Boris Jurjew (1889–1957), construtor de helicópteros
- Sergei Yutkevich (1904–1985), diretor de cinema
- Dmitriy Borisovich Kabalevskiy (1904–1987), compositor
- Lazar Kaganovitch (1893–1991), político
- Mikhail Kalatozov (1903–1973), diretor de cinema
- Nikolay Kamov (1902–1973), construtor de helicópteros
- Leonid Kantorovich (1912–1986), economista
- Pyotr Kapitsa (1894–1984), físico
- Roman Karmen (1906–1978), Cameraman
- Vladimir Kasatonov (1910–1989), almirante de frota
- Lev Kassil (1905–1970), escritor
- Alexander Dmitriyevich Kastalsky (1856–1926), compositor
- Valentin Kataev (1897–1986), escritor
- Wassili Katschalow (1875–1948), ator
- Mikhail Katukov (1900–1976), general do exército
- Bonifaty Kedrov (1903–1985), filósofo
- Lev Kerbel (1917–2003), escultor
- Isaak Kikoin (1908–1984), físico
- Igor Kio (1944–2006), ilusionismo
- Vladimir Klimov (1892–1962), construtor de motores aeronáuticos
- Olga Knipper (1868–1959), atriz
- Leonid Kogan (1924–1982), músico
- Vladimir Kokkinaki (1904–1985), piloto de testes e Herói da União Soviética
- Alexandra Kollontai (1872–1952), revolucionária
- Andrei Kolmogorov (1903–1987), matemático
- Vladimir Leontyevich Komarov (1869–1945), botânico
- Sergey Konenkov (1874–1971), escultor
- Pavel Korin (1892–1967), pintor
- Ivan Kozhedub (1920–1991), piloto
- Pyotr Koshevoy (1904–1976), marechal da União Soviética
- Ivan Kozlovsky (1900–1993), cantor de ópera
- Zoya Kosmodemyanskaya* (1923–1941), partisan e Herói da União Soviética
- Gleb Kotelnikov (1872–1944), inventor
- Ernst Krenkel (1903–1971), pesquisador dos polos
- Piotr Kropotkin (1842–1921), anarquista
- Porfiri Krylow (1902–1990), desenhista e caricaturista, um dos três Kukryniksy
- Lev Kulechov (1899–1970), diretor
- Michail Kuprijanow (1903–1991), desenhista e caricaturista, um dos três Kukryniksy
- Semyon Kurkotkin (1917–1990), Marechal da União Soviética
- Nikolai Kuznetsov (1904–1974), almirante de frota
- Vasili Kuznetsov (1901–1990), político
- Marina Ladynina (1908–2003), atriz
- Aleksandr Ivanovich Laktionov (1910–1972), pintor
- Lev Landau (1908–1968), físico
- Eugene Lanceray (1875–1946), pintor
- Semyon Lavochkin (1900–1960), construtor de aviões
- Boris Lawrenjow (1891–1959), escritor
- Aleksandr Ivanovič Lebed' (1950–2002), general do exército e político
- Pyotr Lebedev (1866–1912), físico
- Sergey Lebedev (1902–1974), pioneiro da computação
- Vasily Lebedev-Kumach (1898–1949), poeta
- Pavel Lebedev-Polianskii (1882–1948), crítico de literatura
- Sergei Lemeshev (1902–1977), cantor de ópera
- Leonid Leonidov (1873–1941), ator e diretor
- Yevgeny Leonov (1926–1994), ator
- Leonid Leonov (1899–1994), escritor
- Isaac Levitan* (1860–1900), pintor
- Maxim Litvinov (1876–1951), político
- Anatoly Lyapidevsky (1908–1983), piloto
- Arkhip Lyulka (1908–1984), construtor de motores a jato
- Michail Lukin (1892–1970), general na Segunda Guerra Mundial

### M–R

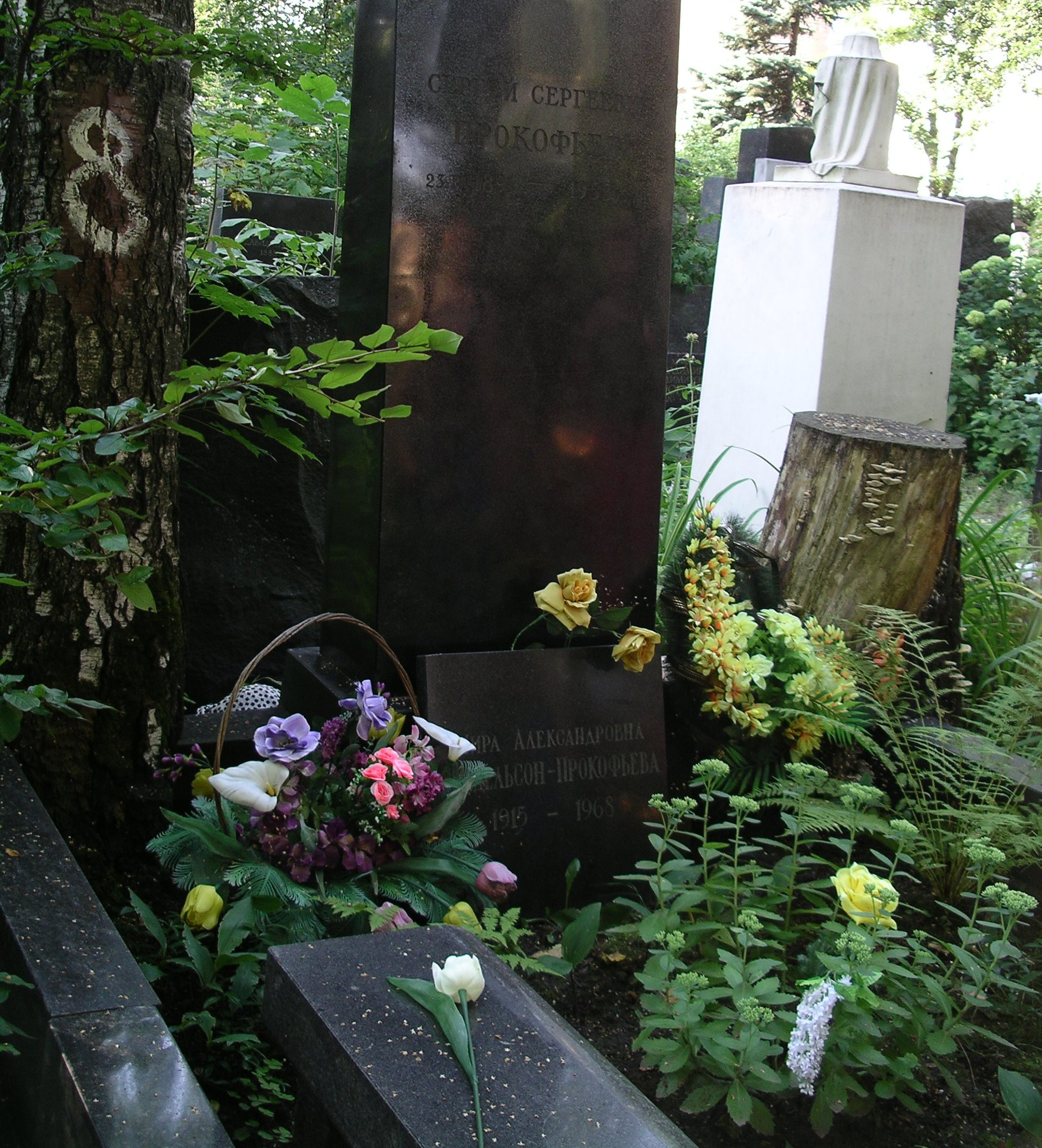
Sepultura de Serguei Prokofiev

- Ivan Maisky (1884–1975), diplomata e historiador
- Vladimir Maiakovski* (1893–1930), poeta
- Anton Makarenko (1888–1939), pedagogo
- Jakow Malik (1906–1980), diplomata e político
- Matvey Manizer (1891–1966), escultor, entre outros o momumento de Lenin
- Alexey Maresyev (1916–2001), piloto
- Vasily Margelov (1909–1990), General do Exército
- Samuil Marshak (1887–1964), autor de livros infantis
- Ludwig Martens (1875–1948), revolucionário e diplomata
- Ekaterina Maximova (1939–2009), bailarina
- Sergei Merkurov (1881–1952), escultor[2]
- Sergey Mikhalkov (1913–2009), poeta e autor de livros infantis
- Arkady Migdal (1911–1991), físico
- Anastas Mikoyan (1895–1978), político
- Artem Mikoyan (1905–1970), construtor de aviões
- Alexander Mikulin (1895–1985), projetista de motores de aviação
- Mikhail Mil (1909–1970), projetista de helicopteros
- Nikolai Iakovlevitch Miaskovski (1881–1950), compositor
- Vladimir Mikhailovich Myasishchev (1902–1978), construtor de aviões
- Igor Moiseyev (1906–2007), bailarino e coreógrafo
- Viatcheslav Molotov (1890–1986), político
- Kirill Moskalenko (1902–1985), Marechal da União Soviética
- Vera Mukhina (1889–1953), escultora
- Wano Muradeli (1908–1970), compositor
- Wladimir Andrejewitsch Nefjodow (1926–1958), piloto de testes
- Georgi Nelepp (1904–1957), cantor de ópera
- Vera Mukhina (1858–1943), diretor teatral
- Mikhail Nesterov (1862–1942), pintor
- Heinrich Neuhaus (1888–1964), pianista
- Stanislav Neuhaus (1927–1980), pianista
- Nikolai Nikitin (1907–1973), arquiteto
- Tatiana Nikolaïeva (1924–1993), pianista
- Yuri Nikulin (1921–1997), palhaço e ator
- Alexander Novikov (1900–1976), general de exército
- Alexey Novikov-Priboy (1877–1944), escritor
- Lev Oborin (1907–1974), pianista
- Sergey Obraztsov (1901–1992), maionetista
- Vladimir Obruchev (1863–1956), geólogo e geógrafo
- Nikolay Okhlopkov (1900–1967), ator e diretor
- Nikolay Ogarev* (1813–1877), poeta
- Nikolai Ogarkov (1917–1994), Marechal da União Soviética
- David Oistrakh (1908–1974), músico
- Yury Olesha (1899–1960), escritor e dramaturgo
- Aleksandr Oparin (1894–1980), bioquímico
- Lyubov Orlova (1902–1975), atriz
- Sergei Oschegov (1900–1964), oratória
- Nicolai Ostrovski (1904–1936), escritor
- Ivan Panfilov (1893–1941), general de exército
- Ivan Papanin (1894–1986), explorador polar
- Anatoli Papanov (1922–1987), ator
- Valentin Parnach (1891–1951), coreógrafo
- Lyudmila Pavlichenko (1916–1974), franco-atiradora
- Mikhail Pervukhin (1904–1978), político
- Yekaterina Peshkova (1876–1965), ativista dos direitos humanos e primeira mulher de Máximo Gorki
- Ivan Yefimovich Petrov (1896–1958), general
- Ivan Petrovsky (1901–1973), matemático
- Aleksey Pleshcheyev (1825–1893), poeta
- Rostislav Pljatt (1908–1989), ator
- Nikolai Podgorny (1903–1983), político
- Nikolai Pogodin (1900–1962), dramaturgo
- Dmitry Pokrass (1899–1978), compositor
- Alexander Pokryshkin (1913–1985), piloto
- Boris Polevoy (1908–1981), jornalista e escritor
- Nikolai Nikolaevich Polikarpov (1892–1944), construtor de aviões
- Markian Popov (1902–1969), General do Exército
- Alexander Poskrebyshev (1891–1965), secretário de Stalin
- Aleksandr Prokhorov (1916–2002), físico, Nobel de Física
- Serguei Prokofiev (1891–1953), compositor
- Yakov Protazanov (1881–1945), diretor de cinema
- Aleksandr Ptushko (1900–1973), diretor de cinema
- Vsevolod Pudovkin (1893–1953), diretor de cinema
- Georgy Pushkin (1909–1963), diplomata e político
- Ivan Pyryev (1901–1968), diretor de cinema
- Viacheslav Ragozin (1908–1962), grande mestre de xadrez
- Arkady Raikin (1911–1987), ator e satírico
- Boris Rauschenbach (1915–2001), físico, cofundador da exploração espacial soviética
- Sviatoslav Richter (1915–1997), músico
- Eldar Riazanov (1927–2015), diretor de cinema
- Aleksandr Rodimtsev (1905–1977), coronel-general da União Soviética
- Panteleimon Romanov (1884–1938), escritor
- Mikhail Romm (1901–1971), diretor de cinema
- Mstislav Rostropovich (1927–2007), músico
- Nikolai Rubinstein (1835–1881), músico
- Roman Rudenko (1907–1981), promotor de justiça da União Soviética
- Lev Rudnev (1885–1956), arquiteto
- Lidia Ruslanova (1900–1973), cantora
- Pawel Rybalko (1894–1948), Marechal da União Soviética
- Mikhail Gorbachev (1931–2022), líder da União Soviética de 1985 a 1991

### S–Z

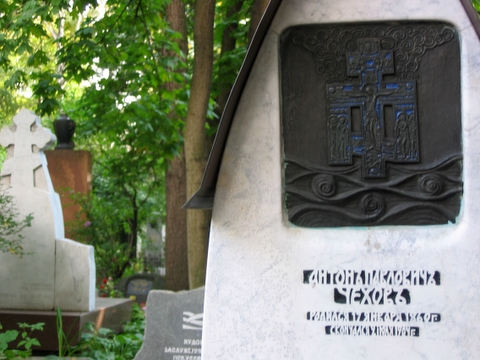
Sepultura de Anton Tschechow

- Nicolai Zabolótzki (1903–1958), poeta
- Samuil Samosud (1884–1964), dirigente
- Natalya Sats (1903–1993), diretora teatral
- Ivan Schadr (1887–1941), pintor e escultor
- Feodor Chaliapin* (1873–1938), cantor de ópera
- Yuri Shaporin (1887–1966), compositor
- Vissarion Shebalin (1902–1963), compositor
- Alexander Shelepin (1918–1994), político
- Polina Zhemchuzhina (1897–1970), política
- Dmitri Shepilov (1905–1995), político
- Pyotr Shirshov (1905–1953), político, cientista
- Vyacheslav Shishkov (1873–1945), escritor
- Otto Schmidt (1891–1956), geofísico
- Alfred Schnittke (1934–1998), compositor e músico
- Ivan Zholtovsky (1867–1959), arquiteto
- Dmitri Shostakovich (1906–1975), compositor
- Georgiy Zhzhonov (1915–2005), ator
- Maksim Shtraukh (1900–1974), ator
- Alexander Alexandrovich Schtscherbakov (1925–2013), piloto de testes
- Vladimir Shchuko (1878–1939), arquiteto
- Alexey Shchusev (1873–1949), arquiteto
- Esfir Shub (1894–1959), diretora de cinema
- Vladimir Shukhov (1853–1939), engenheiro
- Vasily Shukshin (1929–1974), escritor, diretor de cinema e ator de cinema
- Klavdiya Ivanovna Shulzhenko (1906–1984), cantora e atriz
- Valeri Schumakov (1931–2008), cirurgião
- Vladimir Zeldin (1915-2016), ator
- Jakov Seldovich (1914–1987), físico
- Nikolay Zelinsky (1861–1953), químico
- Nikolai Semaschko (1874–1949), político
- Yulian Semyonov (1931–1993), escritor
- Nikolay Semyonov (1896–1986), químico
- Marina Semyonova (1908–2010), bailarina
- Yuri Senkevich (1937–2003), médico, apresentador de televisão e autor
- Alexander Serafimovich (1863–1949), escritor
- Vladimir Serbsky (1858–1917), psiquiatra
- Nikolai Sergeyev (1909–1999), almirante de frota
- Valentin Serov* (1865–1911), pintor
- Vladimir Serow (1910–1968), pintor
- Ivan Sechenov* (1829–1905), fisiologista
- Vladimir Simagin (1919–1968), enxadrista
- Aleksandr Zinovyev (1922–2006), filósofo e escritor
- Alexander Scriabin (1872–1915), músico e compositor
- Nikolai Ivanovich Smirnov (1917–1992), almirante de frota
- Innokenty Smoktunovsky (1925–1994), ator
- Vasily Smyslov (1921–2010), enxadrista
- Leonid Sobinov (1872–1934), cantor de ópera
- Vladimir Sofronitsky (1901–1961), pianista
- Nikolai Sokolov (1903–2000), desenhista e caricaturista, um dos três Kukryniksy
- Jan Sparre (1891–1962), levantador de peso
- Constantin Stanislavski (1863–1938), regente de teatro e ator teatral
- Pavel Sukhoi (1895–1975), construtor de aviões
- Anastasia Zuyeva (1896–1986), atriz
- Amet-khan Sultan (1920–1971), piloto de testes
- Mikhail Arkadyevich Svetlov (1903–1964), poeta
- Georgy Sviridov (1915–1998), compositor
- Lyudmila Zykina (1929–2009), cantora
- Alexander Tairov (1885–1950), diretor
- Viktor Talalikhin (1918–1941), aviador na Segunda Guerra Mundial, Herói da União Soviética
- Igor Tamm (1895–1971), físico, Nobel de Física
- Sergei Taneyev* (1856–1915), compositor
- Yevgeny Tarle (1874–1955), historiador
- Vladimir Tatlin (1885–1953), pintor
- Nikolai Tikhonov (1905–1997), político
- Nikolai Tikhonov (escritor) (1896–1979), escritor
- Mikhail Tikhonravov (1900–1974), construtor de foguetes
- Vyacheslav Tikhonov (1928–2009), ator
- Gherman Titov (1935–2000), cosmonauta
- Yevgeny Tolstikov (1913–1987), explorador polar
- Aleksej Nikolaevič Tolstoj (1883–1945), escritor
- Pavel Tretyakov* (1832–1898), mecenas
- Sergei Tretyakov (1834–1892), mecenas, irmão de Pawel T.[2]
- Anton Tchekhov (1860–1904), escritor
- Vladimir Chelomei (1914–1984), construtor de foguetes
- Pavel Cherenkov (1904–1990), físico, Nobel de Física
- Ivan Chernyakhovsky* (1906–1945), general
- Alexei Michailovich Tscheriomuchin (1895–1958), construtor de aviões e helicópteros
- Georgi Alekseievich Tscheriomuchin (1921–2009), construtor de aviões
- Viktor Chernomyrdin (1938–2010), político
- Boris Chertok (1912–2011), construtor de foguetes e pioneiro da esploração espacial
- Dmitry Chechulin (1901–1981), arquiteto
- Georgii Chicherin (1872–1936), político
- Sergei Tumansky (1901–1973), construtor de motores aeronáuticos
- Alexei Tupolev (1925–2001), construtor de aviões
- Andrei Tupolev (1888–1972), construtor de aviões
- Irina Turova (1935–2012), atleta
- Aleksandr Tvardovsky (1910–1971), poeta
- Galina Ulanova (1910–1998), bailarina
- Dmitri Ulianov (1874–1943), revolucionário, irmão de Lenin
- Mikhail Ulyanov (1927–2007), ator
- Leonid Utyosov (1895–1982), cantor de jazz
- Yevgeny Vakhtangov (1883–1922), diretor teatral
- Wang Ming (1904–1974), lider do Partido Comunista Chines
- Soja Nikolajevna Wassilkova (1926–2008), atriz
- Sergey Vavilov (1891–1951), físico
- Vladimir Veksler (1907–1966), físico
- Dmitry Venevitinov* (1805–1827), poeta
- Vladimir Vernadsky (1863–1945), geólogo
- Alexander Vertinsky (1889–1957), cantor e ator
- Dziga Vertov (1896–1954), diretor de cinema
- Ivan Vinogradov (1891–1983), matemático
- Andrei Voznesensky (1933–2010), poeta
- Yevgeny Vuchetich (1908–1974), escultor
- Lev Vygotsky (1896–1934), psicólogo

## Monumentos notáveis

Artyom BorovikArtyom Borovik
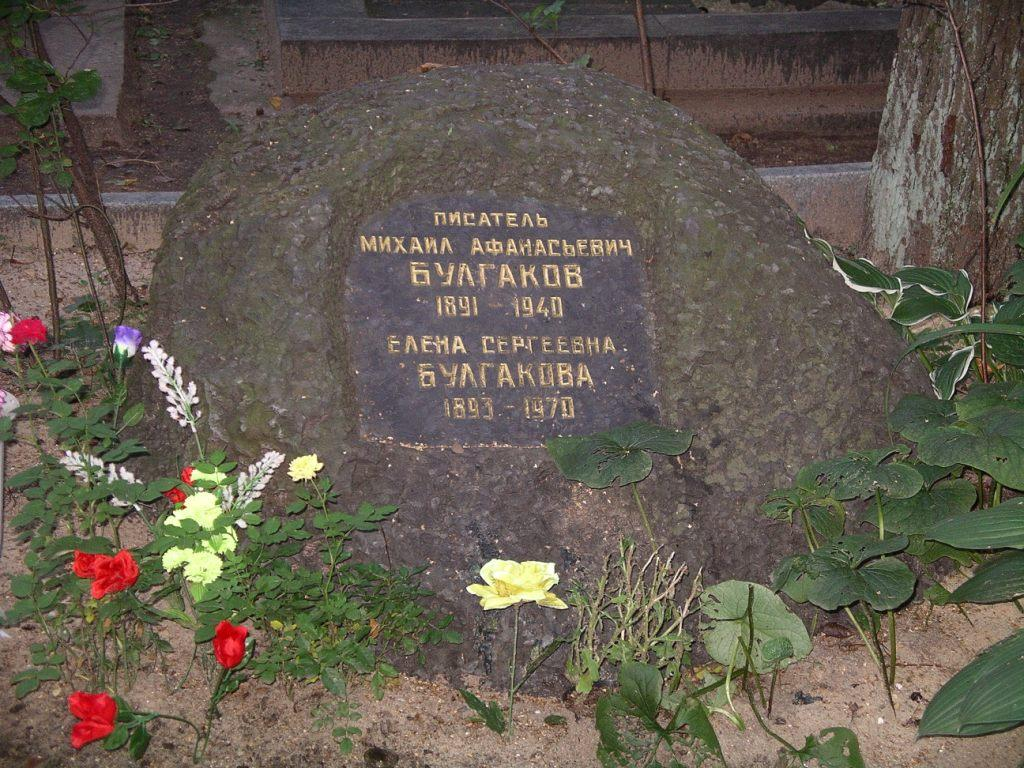
Mikhail Bulgákov
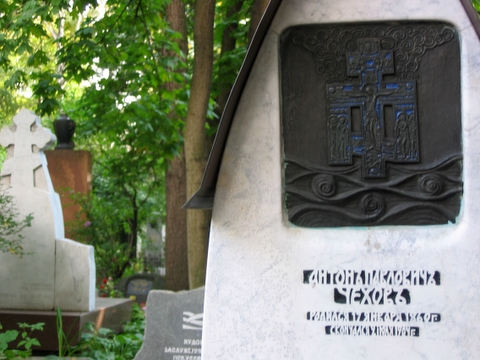
Anton Tchekhov
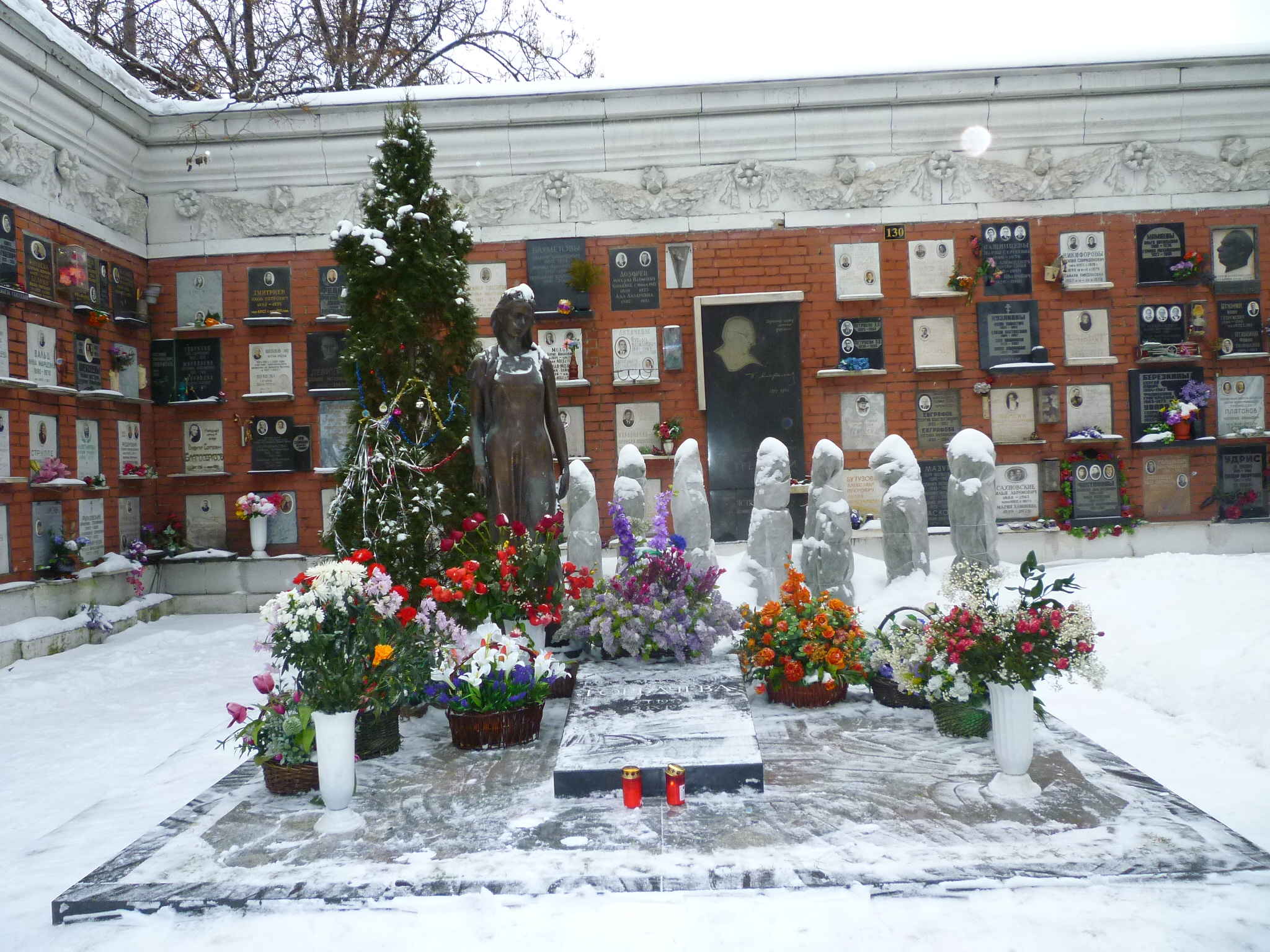
Raíssa Gorbachova
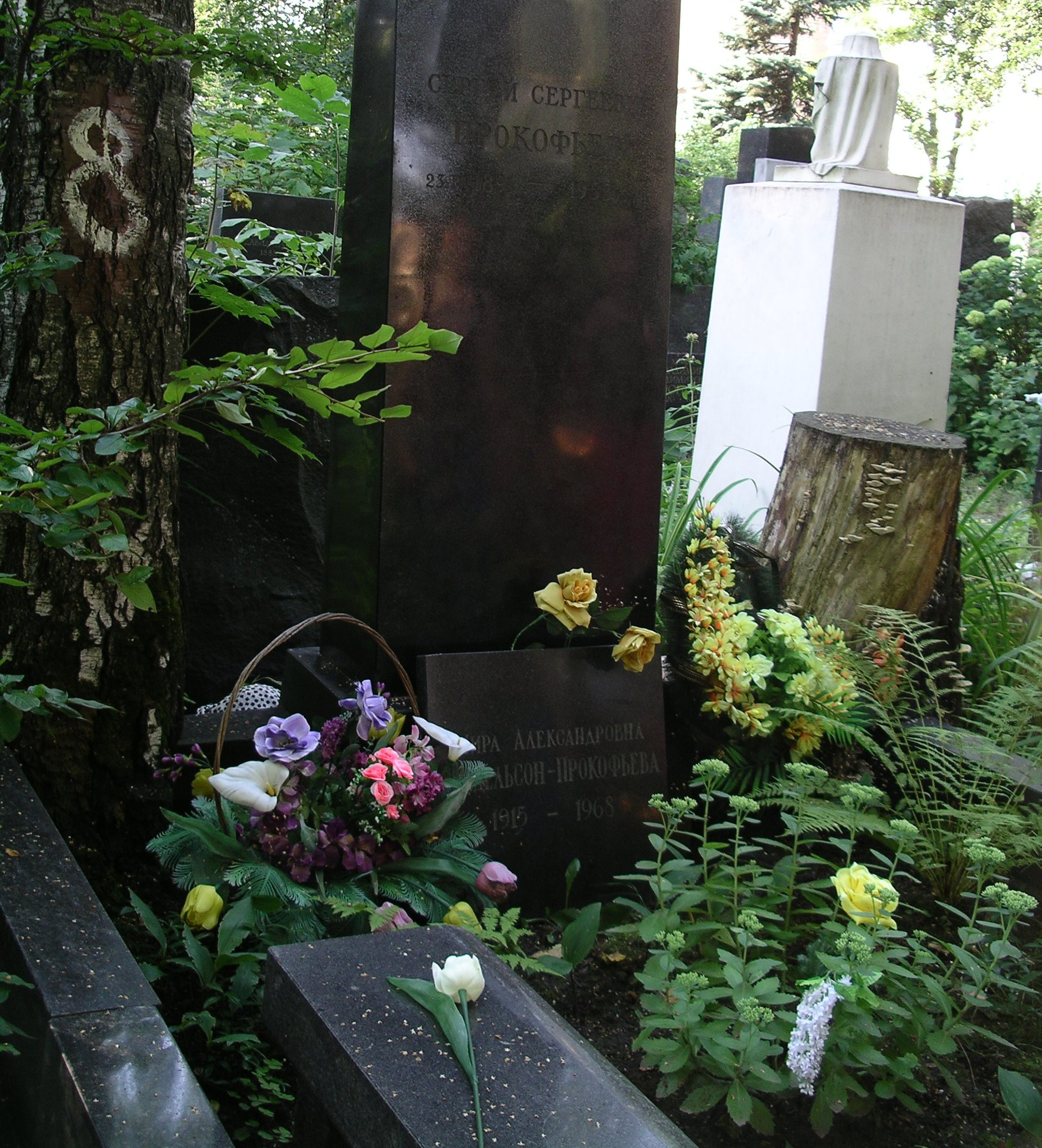
Serguei Prokofiev

## Escultores
Obras dos seguintes escultores, dentre outros, podem ser encontradas no Cemitério Novodevichy:
- Nikolay Andreyev (1873–1932)
- Mikhail Anikushin (1917–1997)
- Lev Kerbel (1917–2003)
- Sergey Konenkov (1874–1971)
- Vera Mukhina (1889–1953)
- Ernst Neizvestny (b. 1925)
- Alexander Rukavishnikov (b. 1950)
- Ivan Shadr (1887–1941)
- Nikolai Tomsky (1900–1984)
- Yevgeny Vuchetich (1908–1974)